# ادوارد تلر
ادوارد تلر (انگلیسی: Edward Teller, مجاری: Teller Ede، ۱۵ ژانویهٔ ۱۹۰۸ – ۹ سپتامبر ۲۰۰۳) فیزیکدان مجاری-آمریکایی و از بنیان‌گذاران فناوری هسته‌ای در آمریکا بود.
ادوارد تلر از اعضای پروژه منهتن در جنگ جهانی دوم و پایه‌گذار آزمایشگاه ملی لارنس لیورمور بود.
برخی از وی به‌عنوان «پدر بمب هیدروژنی» یاد می‌کنند؛ لقبی که خود فاقد ارزش می‌شناخت. پایان‌نامه دکترا را زیرنظر ورنر هایزنبرگ در دانشگاه لایپزیگ نوشت، و با توصیهٔ انریکو فرمی به فیزیک هسته‌ای روی آورد.

## زندگی شخصی
ادوارد تلر در بوداپست، مجارستان، در یک خانواده یهودی ثروتمند متولد شد. پدرش از وکلای معروف و مادرش پیانیست بود و شش ساله بود که ولیعهد اتریش در سارایوو ترور شد. پس از جنگ جهانی اول، تلر در هجده سالگی مجارستان را به قصد آلمان ترک کرد. دلیل این سفر بی‌بازگشت، تشدید قوانین یهودی‌ستیز در مجارستان بود که امکان ادامه تحصیل را غیرممکن نمود زیرا دانشگاه‌های مجارستان متقاضیان یهودی را نمی‌پذیرفتند.
او در دانشگاه لایپزیگ آلمان وارد رشته فیزیک شد و پایان‌نامه دکترای خود را در مورد فیزیک کوانتوم نوشت و هم‌زمان در مرکز تحقیقات فیزیک هسته‌ای این دانشگاه مشغول کار شد. اما در فاصله آن سال‌ها زندگی در آلمان هم بر یهودیان سخت شد. ادوارد تلر مانند بسیاری از دانشمندان برجسته آن دوره، آلمان را ترک نمود و پس از اقامت کوتاهی در انگلستان و سپس دانمارک در سال ۱۹۳۵ برای همیشه به آمریکا رفت.

### مهاجرت
تلر، پس از به قدرت رسیدن هیتلر در آلمان به آمریکا مهاجرت کرد و در سال ۱۹۴۱ به تابعیت آنجا درآمد.